# Ecomuseu de les Valls d'Àneu
L'Ecomuseu de les valls d'Àneu és un museu dedicat a l'etnografia de les valls d'Àneu i la resta del Pallars. L'any 2020 rebé la Creu de Sant Jordi.
Ignaugurat l'any 1994 i situat als municipis d'Esterri d'Àneu, Alt Àneu, Espot i La Guingueta d'Àneu, localitzades a la comarca del Pallars Sobirà, el museu fou concebut per Ferran Rella i Cisco Farràs des del Consell Cultural de les Valls d'Àneu i adequat, posteriorment, per Llorenç Prats com una entitat viva que, a partir de la recerca, la conservació, la difusió i la restitució del patrimoni integral vol participar i incidir en el desenvolupament de les valls d'Àneu i de la resta del Pallars.
Superant l'àmbit de la museologia tradicional l'ecomuseu permet relacionar elements monumentals, naturals i etnogràfics en l'entorn més immediat de l'home i recuperar formes de vida aneuenca de finals del segle xix i ressituar, així mateix, els objectes en el seu lloc d'origen per tal d'explicar l'organització de la vida en aquest territori. Es tracta d'un museu que segueix els principis de la nova museologia, en cocret dels ecomuseus.

## Elements de l'Ecomuseu: radials[7]
L'Ecomuseu no té una única seu sinó que s'escampa pel territori per tal d'explicar la vida de les valls que el conformen. A partir de centres patrimonials repartits pels pobles de les valls d'Àneu s'ofereixen diversos espais:
- La Casa Gassia a Esterri d'Àneu, Casa Gassia manté la seva estructura original, mostrant la vida familiar i de l'espai domèstic en aquestes valls pirinenques durant la primera meitat del segle xx. A partir de les unitats d'exposició que s'ofereixen, poden veure's les activitats realitzades a l'interior d'una casa, les relacions que s'establien entre els membres que l'habitaven, com es repartien les tasques i les responsabilitats domèstiques i com es concreten els principals factors de canvi des de llavors fins ara. La Casa funciona com el centre administratiu del museu.
- La serradora hidràulica d'Alós d'Isil.
- El conjunt monumental de Son. Aquest conjunt està encapçalat pel campanar llombard de l'església dels sants Just i Pastor. El cloquer, el cementiri, la torre del rellotge -antic comunidor per exorcitzar les tempestes -, el prestigiós retaule obra de Pere Espallargues, una joia del gòtic lleidatà del segle xv, i les excel·lents mostres romàniques del patrimoni moble constitueix un tot harmònic d'enorme valor arquitectònic i artístic. Tots aquests elements, íntimament connectats, constitueixen un testimoni excepcional, una finestra oberta per submergir-se de ple dins del món de la religiositat popular, les creences i els rituals.
- El monestir benedictí de Sant Pere del Burgal d'Escaló. Sant Pere del Burgal ja és esmentat en documentació l'any 859, quan el seu abat, Deligat, rebé el privilegi d'immunitat del compte de Tolosa. Fou un antic monestir carolingi que es convertí en abadia benedictina femenina a final del segle x, tot i que en pocs anys va passar a ser un priorat masculí. L'església del monestir, parcialment enrunada, és una construcció romànica de tres naus capçades a llevant per tres absis semicirculars decorats externament amb arcuacions llombardes i lesenes. La capçalera situada a l'oest es considera excepcional dins el romànic català, ja que presenta també un absis, encarat a la nau principal, de dos nivells. De la nau nord encara es conserva el mur i els arcs formers que separaven la nau lateral de la principal. En l'altra nau lateral s'observen restes de dues portes que comunicaven amb les dependències monacals. Es poden definir els perímetres d'algunes d'aquestes dependències, però és impossible, ara mateix, determinar quina funció tenien. A l'absis central de la capçalera s'hi han reproduït les pintures murals originals, que actualment es troben al MNAC i són atribuïdes al Mestre de Pedret. Destaca la mítica figura femenina que hi apareix, la comtessa Llúcia de Pallars. A l'interior també es troba la reproducció d'una talla romànica policromada de Crist Crucificat i uns fragments de pintures murals originals.
- Els búnquers de la Guingueta d'Àneu. Formen part de l'anomenada «línea P», una línea defensiva de fortificacions militars per aturar un suposada invasió militar que entrés per les muntanyes. Aquestes construccions es van fer en un moment en què la població civil era immersa majoritàriament en la pobresa i sotmesa a més a una repressió molt dura. Aquestes construccions no es van utilitzar mai i, de fet, ja eren obsoletes en el moment de la construcció. Així i tot, l'exèrcit en va anar fent el manteniment fins als anys 80 del segle xx.
- Formatgeria La Roseta de Gavàs. Es tracta d'una formatgeria particular, que elabora diversos formatges pirinencs. Durant l'estiu, La Roseta de Gavàs hi ofereix visites guiades on, a més a més, s'hi poden comprar els formatges i gaudir també de l'exposició permanent de pintura.
- Itinerari urbà per Esterri d'Àneu. Aquest passeig pel patrimoni del barri es completa amb diversos plafons informatius col·locats al costat d'elements històrics i patrimonials importants. L'Ecomuseu i a l'Oficina de Turisme d'Esterri distribueix un fullet explicatiu amb el plànol de l'itinerari. L'Ecomuseu, d'altra banda, ofereix visites guiades en les quals es visiten i s'expliquen molts altres espais del barri.
- Església de Sant Joan d'Isil. Està allunyada del poble, com passa sovint a les valls d'Àneu amb les esglésies romàniques. Adossat a sud de la construcció hi ha el cementiri. L'església és un edifici del segle xii que sembla respondre a diferents projectes d'obres i reformes. El que ens ha arribat és un edifici de planta basilical, de tres naus capçades a llevant per tres absis semicirculars d'estil llombard. Aquesta capçalera està construïda sobre la llera de la Noguera Pallaresa. El mur meridional és el més important, com que té una abundant decoració escultòrica. S'hi troba la portada amb tres arquivoltes de mig punt, que a banda i banda, presenten columnes amb sengles capitells esculpits. Són remarcables també, sota el ràfec de la coberta, els relleus esculpits per sobre les arcuacions escacades. El ràfec queda interromput per la col·locació, en un moment indeterminat després de la construcció, de dues esteles esculpides semblants a les de Sant Lliser d'Alós d'Isil.
- Església de Sant Julià d'Unarre. És una església del segle xviii, d'una nau. El campanar és de torre quadrada, amb una coberta de les anomenades barret de bruixa, a vuit aigües. A l'interior destaca el retaule de l'altar major que presenta tots els elements clàssics del barroc. La major part de les figures són les originals i semblen fetes per algun taller local. Alguns dels retaules de les capelles laterals són també els originals del segle xviii, encara que són més o menys incomplets. Tots plegats formen un important conjunt de barroc rural que conviu amb un seguit de pintures murals del final del segle xix o principi del xx. Aquest conjunt pictòric és força singular, tant per la interpretació de les escenes que representen com pel seu estil naïf. Es pot contemplar també un fragment de retaule gòtic trobat dins l'església, que ha estat restaurat.
- Santa Maria d'Àneu. Santa Maria d'Àneu ja apareix esmentada en l'acta de consagració de La Seu d'Urgell de l'any 819. Es creu que la primera advocació va ser la de Santa Deodata, advocació molt antiga, i que se substitueix posteriorment per la de Santa Maria. No se sap què hi devia haver en aquell moment, ja que les característiques arquitectòniques més antigues que hi veiem ara la situen dos segles més tard, en la primera meitat del segle xi. Amb les reformes que s'hi van fer els segles xv i xvi la planta va créixer cap a ponent. Al mateix temps el volum interior es va transformar de manera sorprenent a l'unificar-se en una sola les treus naus primitives. Aquestes obres posen en evidència que en aquell moment es trobava en ple funcionament. A l'interior de Santa Maria podem contemplar la reproducció de part de les pintures originals, datades a cavall dels segles xi i xii, atribuïdes al taller del Mestre de Pedret i avui dia conservades en el MNAC. Aquestes pintures són considerades unes de les més importants dins l'art romànic català, tant per la plasticitat com per la iconografia excepcional. Hi trobem representats l'epifania (adoració dels reis d'orient), els tres arcàngels, dos serafins, dos profetes, la representació d'una profecia i dos personatges més, que possiblement són nobles i/o eclesiàstics que sufragaren la realització de les pintures. En totes les escenes són molts els elements representats que no segueixen les normes tradicionals de l'època.

## Activitats
El museu, a més de les visites, porta a terme una activitat de dinamització social i comunitària del territori. Porta a terme activitats en l'àmbit del patrimoni immaterial amb el projecte sobre Memòria i Patrimoni Immaterial, També porta a terme activitats de promoció de l'artesania.
Va crear el «Joc de dames» que planteja com un joc la història i les visites a les diverses esglésies i espais històrics. Altes experiències són visites detectivesques, iconogràfics, familiars, nocturnes, novel·lesca nocturna, i visites teatralizades amb diversos personatges: l'Esperanceta (la pubilla Esperanceta, personatge bufonesc matriarca del cabaret pagès, que ofereix visites per al públic familiar i visites «picants»), la Joana la Gascona (suposada cosina de l'Esperanceta, acusada de bruixa i que explica el context social i polític de la bruixeria) i l'Àrnica (guia turística neorural happy-flowers instal·lada al Pallars que ofereix els seus serveis per visitar els racons ignots del poble i conèixer allò que no es veu a primera vista). Aquests personatges, creats pel mateix Ecomuseu i la pròpia artista, són interpretats per Noemi Busquets, que també té un canal youtuber amb les seves interpretacions.

## Organització
El museu ha obtingut diversos premis i distincions. L'any 1995 fou guardonat amb el Premi Nacional de Cultura Popular concedit per la Generalitat de Catalunya. El 1998 fou nominat al Premi Museu Europeu de l'any. El 1999 va rebre el Premi del Ministerio de Medio Ambiente per la contribució a la conservació dels espais Naturals Protegits a Espanya. El 2010 va obtenir el Premi extraordinari de museologia de l'Associació de Museòlegs de Catalunya.
El museu s'organitza a través d'un Consorci i és una entitat pública associativa sense finalitat de lucre. El Consorci Ecomuseu de les Valls d'Àneu, està adscrit a la Mancomunitat de Municipis de les Valls d'Àneu. Integren el Consorci els quatre municipis de les Valls d'Àneu: Esterri d'Àneu, Alt Àneu, la Guingueta i Espot; el Consell Cultural de les Valls d'Àneu, el Consell Comarcal del Pallars Sobirà, la Universitat de Lleida, el Bisbat d'Urgell i la Mancomunitat de Municipis de les Valls d'Àneu, amb els acords presos pels organismes respectius.
Des de la fundació de l'Ecomuseu el 1994, el director n'és l'antropòleg Jordi Abella Pons.
El museu ha tingut un paper destacat en la gestió cultural del territori, unint la gestió de diferents tipus de patrimoni cultural, etnològic, immaterial, artístic i natural. Forma part de l'Observatori del Patrimoni Etnològic i Immaterial, de la Xarxa de Museus d'Etnologia de Catalunya, i de la Xarxa de Museus de les terres de Lleida i Aran.
El museu va rebre 28.843 visitants l'any 2016. Aquesta xifra, formada pels visitants i els usuaris que han participat en les activitats, suposa un augment del 6,1% en relació al 2015, un creixement que ha estat possible gràcies a l'increment del 15,5% de visites a les radials i a les extensions gestionades per l'Ecomuseu. En 2022, la xifra de visitants va ser de 5.383.